# Amantes de la Croix
Les amantes de la Croix (en latin: Amatores Crucis lesu Christi) sont une congrégation religieuse féminine enseignante et hospitalière de droit diocésain. C'est la congrégation la plus nombreuse et la plus ancienne du Viêt Nam

## Historique
La communauté des amantes de la Croix est fondée en 1670 par Mgr Pierre Lambert de La Motte, membre des Missions étrangères de Paris, 1er vicaire apostolique au Tonkin. La première fondation a lieu à Nam Định où sœur Agnès et sœur Paule prononcent leurs vœux religieux le mercredi des Cendres 1670 ; il les nomme amantes de la Croix car il veut qu'elles méditent sur la passion de Jésus, et leur donne des règles simples, inspirées de celles de saint François de Sales pour l'ordre de la Visitation, puisque, en plus de la méditation et de la prière contemplative, les amantes de la Croix ont pour but des œuvres d'apostolat actif comme l'enseignement du catéchisme, la visite à domicile des malades et des pauvres, et l’évangélisation. C'est la première congrégation religieuse féminine à se distinguer par des caractéristiques propres à l'Extrême-Orient, vouée à la fois à la contemplation et à l'apostolat. Au cours de leur existence de plus de trois siècles, les Amantes de la Croix ont connu différentes épreuves et bien des tribulations : persécutions, catastrophes, guerres et changements de régime politique. Des communautés sont fondées dans tout le Viêt Nam par les vicaires apostoliques ou les évêques locaux. Après la persécution et l'expulsion de missionnaires étrangers, les sœurs continuent leur travail de catéchisation de la jeunesse, aidant les prêtres vietnamiens dans le ministère paroissial, s'occupant des pauvres, des malades et des affligés, et venant en aide aux femmes. Plus de trois cents sœurs donnent leur vie pour la foi catholique comme martyres. Les communautés de sœurs restent sous la juridiction des évêques locaux, ce que l'appelle aujourd'hui des instituts de droit diocésain. 
En 1925, les sœurs prononcent des vœux publics et l'institut devient une congrégation religieuse selon le droit canon. En 1950, des sœurs sont envoyées en Belgique pour accomplir des études supérieures. En 1954, au moment de la partition du Viet Nam, de nombreuses sœurs de la congrégation de Phat Diem fuient vers le sud et se réorganisent sous la juridiction de l'archevêque de Saïgon. Certaines restent au nord sous la juridiction de l'évêque du diocèse de Phát Diêm.

## Activités et diffusion
Les sœurs se dédient à l'enseignement, aux soins des malades, et à la promotion de la femme.
Elles sont présentes au Viêt Nam, en Thaïlande, au Laos, en France et aux États-Unis. 
Selon les dernières statistiques de 2020, elles sont 7 600 religieuses. 